# Episodi di Freaks! (seconda stagione)
Il primo episodio della seconda stagione è stato trasmesso il 16 ottobre 2012 su Deejay TV e, successivamente, il giorno seguente, è stato pubblicato sul proprio canale YouTube. I primi due episodi sono andati in onda il martedì alle 23:30. Dal terzo episodio in poi ogni domenica alle 20:30 e il giorno dopo alle 15.00 su YouTube.
| n°       | Titolo                               | Prima TV         | YouTube          |
| -------- | ------------------------------------ | ---------------- | ---------------- |
| 1        | AUS                                  | 16 ottobre 2012  | 17 ottobre 2012  |
| 2        | 4GET                                 | 23 ottobre 2012  | 24 ottobre 2012  |
| 3        | No Place Like Home                   | 4 novembre 2012  | 5 novembre 2012  |
| 4        | Segui il filo                        | 11 novembre 2012 | 12 novembre 2012 |
| 5        | FRK! = MRC, NDR, VLI, SLV            | 18 novembre 2012 | 19 novembre 2012 |
| 6        | Giù                                  | 25 novembre 2012 | 26 novembre 2012 |
| Speciale | Puntata speciale recap metà stagione | 2 dicembre 2012  | 3 dicembre 2012  |
| 7        | Progetto Gabriele #216               | 9 dicembre 2012  | 12 dicembre 2012 |
| 8        | Overture                             | 13 gennaio 2013  | 14 gennaio 2013  |
| 9        | Twisted                              | 20 gennaio 2013  | 21 gennaio 2013  |
| 10       | Freaky Friday                        | 27 gennaio 2013  | 28 gennaio 2013  |
| 11       | X                                    | 3 febbraio 2013  | 3 febbraio 2013  |
| 12       | / ' pura/                            | 10 febbraio 2013 | 10 febbraio 2013 |

## AUS
- Diretto da: Claudio Di Biagio, Matteo Bruno
- Scritto da: Guglielmo Scilla

Cinque ragazzi vengono uccisi da un uomo simile a "Jimmy senza faccia". Intanto vengono fatti degli esperimenti su Gabriele, inconscio. I Freaks, eccetto Giulia e Gabriele, ritornano alla sera in cui hanno avuto il blackout. Vengono assaliti da alcuni uomini che tentano di ucciderli. Viola e Andrea si incontrano e, dopo essere stati coinvolti in una sparatoria, scappano con un'auto rubata. Marco viene inseguito da un uomo però riesce a scamparla. Silvio, invece, uccide il suo inseguitore grazie alla telecinesi. Intanto Gabriele ha degli incubi e al risveglio si trova con grosse ferite e lesioni che però guariscono quasi istantaneamente.

## 4GET
Viola e Andrea giungono a casa di quest'ultimo e cercano di fare il punto della situazione; Silvio nasconde in camera sua il cadavere dell'uomo che lo voleva uccidere; Gabriele continua a vivere sia da cavia nel laboratorio che nel presente, e le sue ferite vanno e vengono. Marco, al suo rientro a casa dopo essere uscito per andare all'università, trova casa sua sottosopra e un biglietto che gli comunica il rapimento della madre e della sorella.

## No Place Like Home
Viola ed Andrea rafforzano la loro amicizia. Marco riceve la visita di un Marco proveniente dal futuro che lo consiglia su come comportarsi per evitare di essere ucciso. Silvio cerca di sbarazzarsi del cadavere che si trova nella sua stanza, ma viene sorpreso da un suo amico. Giulia si risveglia nel laboratorio e riesce a fuggire dalla stanza in cui è rinchiusa. Successivamente la ragazza scopre che Gabriele è un "esperimento".

## Segui il filo
Un ragazzo omosessuale viene picchiato. Tre uomini cercano di uccidere Viola ed Andrea ma, invece di portare a termine il loro compito, si uccidono a causa del potere del ragazzo. Viola cerca delle prove che l'aiutino a capire da dove provengono i nemici. Gabriele continua ad avere degli incubi. Un bambino va a trovare la madre in ospedale e si scopre che ha un fratello di nome Andrea. Marco si teletrasporta da Silvio; i due si recano in un pub, quello in cui lavora la sorella di Marco, la sera di Halloween e riflettono su quello che è accaduto loro. Anche Viola ed Andrea cercano di capire il motivo per cui tutti loro hanno dei ricordi comuni e dei poteri sovrannaturali. Giulia continua a vagare nel posto in cui è rinchiusa e scopre che c'è un uomo che viene tenuto sedato, ma viene trovata dall'uomo del laboratorio e rinchiusa un'altra volta, ma ora con camicia di forza e catene.

## Frk! = mrc, ndr, vli, slv
Andrea e Viola trovano un walkie-talkie con cui entrano in contatto con Marco e Silvio, ma la loro conversazione viene ascoltata anche dall'uomo del laboratorio. I quattro si ritrovano al pub in cui lavora Ginevra, la sorella di Marco, e passano la serata a bere. Viola chiede a Marco delle spiegazioni sul loro bacio, e in seguito quest'ultimo comincia ad andare avanti e indietro nel tempo col suo potere, mentre la ragazza va a trovare suo padre. Gabriele, ancora vittima delle sue visioni e delle sue amnesie, vede prima l'uomo senza faccia e in seguito Giulia, che gli dice di ricordarsi dell'uroboro.

## Giù
Un uomo, dopo aver ucciso la moglie e il suo amante, si toglie la vita. Viola capisce come funziona il suo potere, mentre Silvio non riesce a fare altrettanto. Giulia si libera dal lettino del laboratorio su cui era costretta, mentre Viola lascia definitivamente il suo ragazzo. Andrea parla al telefono col fratellino (il bambino che nella quarta puntata era andato a trovare la mamma in ospedale), e successivamente esce con Silvio al pub di Ginevra, la quale, sotto l'influsso del potere di Andrea, dà il suo numero di telefono a Silvio; tornando a casa, Andrea, sempre grazie al suo potere, rimorchia tre ragazze con cui passa la notte. L'uomo del laboratorio ordina alla giovane stagista Sara di eliminare i Freaks, mentre questa chiede in cambio maggiori informazioni su un internato da lei definito "puro"; Giulia, intanto, uccide la dottoressa incaricata di visitarla.

## Puntata speciale recap metà stagione
Episodio extra in cui il regista Matteo Bruno fa un riassunto di tutto ciò che è successo dalla prima alla sesta puntata della seconda stagione.

## Progetto Gabriele #216
Un uomo si suicida bevendo della candeggina dopo aver ricevuto un ordine di sfratto. Marco arriva a casa di Andrea, dicendo che il potere lo sta invecchiando e chiedendo così aiuto; nel rientrare a casa, i due incontrano il fratellino di Andrea, Alessandro, che gli chiede ospitalità per la notte dopo l'ennesimo litigio tra il padre e la zia a proposito della salute della madre. Sara si trova in una sala in cui viene tenuto sedato un "puro", cioè un Freak non creato artificialmente con caratteristiche immunitarie e rigenerative decisamente superiori a quelle di un normale essere umano. Il racconto si sposta a cinque giorni prima, la sera dell'incidente. Si scopre che la ragazza di Gabriele, Marta, lavora per la Vex e che è riuscita a somministrare a Viola, Silvio, Marco e Andrea un liquido che ha dato loro i superpoteri. A quel punto inizia l'esperimento vero e proprio: Gabriele, che è stato male tutta la serata, entra in un parco sotto l'occhio vigile della sua ragazza, ma qualcosa va storto poiché Giulia lo raggiunge e lo morde. Senza così dare un finale

## Overture
Giulia ha una visione in cui parla col "puro" nel mezzo di un campo in cui giocava da piccola. Gabriele continua con le sue visioni, mentre gli altri quattro ragazzi giocano a RisiKo! da Andrea. Marta ritorna al Blackout con Gabriele e dà ad altri quattro ragazzi le pillole che ha dato ai Freaks; contemporaneamente Silvio, in un momento di sconforto, attiva il suo potere, mentre Giulia si libera con facilità di alcuni ragazzi che l'avevano assalita. I quattro nuovi Freaks vengono assaliti dall'uomo senza faccia: Gabriele accorre, ma poi l'uomo si rivolge contro di lui, senza tuttavia attaccarlo. Dopo aver assistito all'esibizione di nuoto sincronizzato della cugina di Viola, la ragazza e Marco litigano per via del potere di quest'ultimo. Giulia elimina un gruppo di uomini della Vex (tra cui Marta) e successivamente incontra Gabriele. Sara propone di combattere i Freaks con altri Freaks.

## Twisted
Le cinque persone morte negli episodi precedenti (il ragazzo omosessuale, la moglie infedele e il marito tradito, l'uomo suicidatosi con la candeggina e la sposina) vengono scelti come cavie per un altro esperimento della Vex, che riesce a riportarli in vita. Silvio decide di chiudere con Ginevra, mentre i sintomi di Marco, dopo aver avuto un rapporto con una donna matura e averla fatta invecchiare ulteriormente, migliorano. Prima che il ragazzo e la donna consumino il loro rapporto, Viola, grazie al suo potere, spia Marco. La madre di Silvio gli comunica la gravità delle sue condizioni di salute, mentre Andrea va a trovare sua madre e, grazie al suo potere, le parla. Giulia e Gabriele discutono dell'uroboro, mentre il ragazzo gay dimostra di aver già imparato a controllare il suo potere.

## Freaky Friday
Giulia spiega a Gabriele di averlo morso perché doveva fermarlo, ma quest'ultimo afferma di non odiarla né tantomeno di considerarla pazza. Andrea si sveglia nel corpo di Viola, Silvio in quello di Marco, Viola in quello di Silvio e Marco in quello di Andrea. Il dottore della madre di Andrea lo chiama (anche se risponde Marco) e lo informa della pericolosità della sua ultima visita per la madre; Viola (Andrea) si vede con Simone, l'ex della ragazza, e gli dice di non contattarla più; Marco (Silvio), mentre baciava Ilaria, l'amica di Marco, ha un flash in cui vede i cinque resuscitati; Silvio (Viola) incontra Ginevra e le chiede scusa per il suo comportamento, e la ragazza lo bacia. I quattro si ritrovano al solito pub e Marco (Silvio) riferisce dei cinque resuscitati e che i poteri non sembrano dipendere dal possessore ma dal modo di utilizzo; i quattro, poi, vengono raggiunti da Giulia e Gabriele. Infine, il "puro" sembra avere una crisi.

## X
Ad inizio Novecento, l'uomo del laboratorio e il puro discutono dei loro poteri e dei loro simili. Dal diario recuperato al laboratorio, Giulia scopre che Gabriele è un puro e quali sono gli scopi della Vex. Intanto, al laboratorio, il puro è deceduto e si viene a sapere che è stato Gabriele a chiedere di perdere la memoria. Il ragazzo omosessuale e l'uomo suicidatosi con la candeggina intercettano i sei ragazzi: è stato il primo a scambiare i corpi dei quattro Freaks, mentre il secondo ha la facoltà di moltiplicarsi e si lancia al loro inseguimento. Viola (Andrea) riesce a leggere i pensieri del ragazzo gay e, scoprendo che non è vero che alla sua morte i quattro sarebbero rimasti così, chiede a Giulia di eliminarlo. Gabriele ha una crisi e, mentre i Freaks sono distratti, l'altro resuscitato uccide Viola (Andrea), ma viene eliminato a sua volta da Giulia. Andrea e Marco ritornano nei rispettivi corpi, Silvio e Viola no. Gabriele, al suo risveglio, scopre che il suo potere consiste nel creare dimensioni parallele e che "Jimmy senza faccia" è attratto dal suo sangue.

## / ' pura/
Una coppia viene aggredita di notte da una figura misteriosa. Marco e Andrea sono tornati nei propri corpi, ma Viola è intrappolata nel corpo di Silvio. La polizia trova il corpo senza vita di Viola. Nel frattempo Gabriele, durante uno dei suoi incubi, si rende conto che è stato "Jimmy senza faccia" a uccidere sua madre. Marco, usando il suo potere, si ritrova ad inizio Novecento, non lontano da dove si trovavano l'uomo del laboratorio e il puro. Nel presente, Silvio (Viola) e Andrea vengono arrestati. Intanto, Giulia incontra il capo della Vex che, riconoscendola come pura, le propone di seguirlo.